# 卡兹讷沃
卡兹讷沃（法語：Cazeneuve，法語發音：[kaznœv]）是法国热尔省的一个市镇，位于该省西北部，属于孔东区。

## 地理
卡兹讷沃（43°53'10"N, 0°9'42"E）面积8.31 平方千米，位于法国奧克西塔尼大區热尔省，该省份为法国西南部内陆省份，北起顺时针与洛特-加龙省、塔恩-加龙省、上加龙省、上比利牛斯省、大西洋比利牛斯省和朗德省接壤。
与卡兹讷沃接壤的市镇（或旧市镇、城区）包括：布列塔尼-达马尼亚克、埃欧兹、拉格罗莱迪热尔、蒙雷阿勒。
卡兹讷沃的时区为UTC+01:00、UTC+02:00（夏令时）。

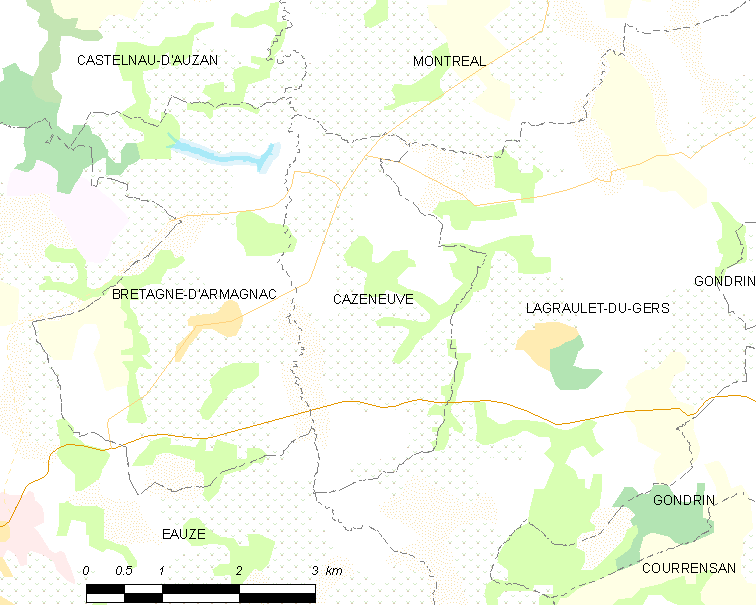
卡兹讷沃的OSM定位图

## 行政
卡兹讷沃的邮政编码为32800，INSEE市镇编码为32100。

## 政治
卡兹讷沃所属的省级选区为阿马尼亚克-泰纳雷兹县。

## 人口

1962-2008年间卡兹讷沃人口变化图示

卡兹讷沃于2022年1月1日时的人口数量为170人。